# La adicción al poder en el señor de los anillos
La adicción al poder en El Señor de los Anillos es uno de los tópicos centrales de la obra. El anillo, creado por el Señor Oscuro Sauron como instrumento para apoderarse de  la Tierra Media, corrompe progresivamente la mente de su dueño hasta lograr que este lo utilice para el mal.
El poder corruptor del anillo ha sido comparado con el Anillo de Giges de la República de Platón, que tienta a su dueño con el poder de la invisibilidad. Sin embargo, no hay evidencia de que Tolkien modelara El Señor de los Anillos sobre esa historia. Académicos como Tom Shippey consideran que este es un tópico moderno, ya que tradicionalmente se consideraba que el poder revelaba el carácter, no que lo alteraba, recordando la afirmación del político inglés Lord Acton de 1887 de que "el poder tiende a corromper, y el poder absoluto corrompe absolutamente".
El efecto corruptor del poder en la historia no se limita al anillo. Sauron ya estaba corrompido cuando puso una gran parte de su poder en él para obtener un mayor control de la Tierra Media. Algunos otros personajes son de una época anterior y no se ven afectados por el Anillo; la araña gigante Shelob es incuestionablemente malvada pero no está interesada en el Anillo. A su vez, Saruman se corrompe atraído por el orgullo y el poder, pero nunca obtiene el anillo.
Tolkien utiliza al anillo como metáfora de las elecciones morales de cada personaje. Sméagol mata a su amigo Déagol para obtener al anillo, y corrompido por él, se vuelve completamente miserable convirtiéndose en la criatura Gollum. Incluso el guerrero virtuoso Boromir es seducido por la idea de usar el anillo para el bien, muriendo como resultado. La dama elfa Galadriel está muy tentada, pero rechaza todo uso del Anillo. El hobbit Frodo Bolsón lucha valientemente contra el anillo, pero este se apodera de él, mientras que su compañero Sam Gamyi se salva gracias a su amor por Frodo y su sentido común.

## El anillo y el poder

### En la narrativa

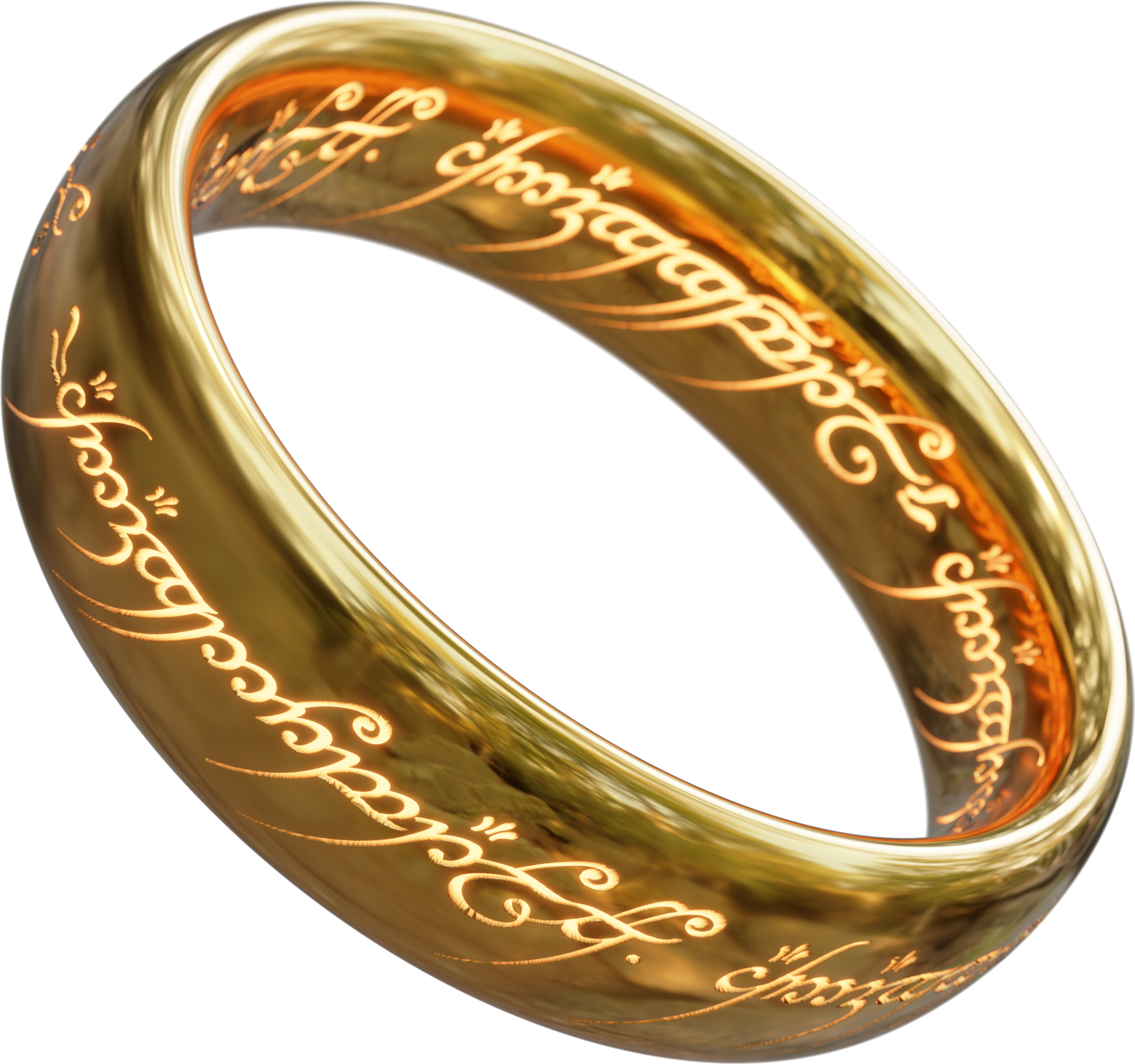
Representación artística del anillo.

El Anillo Único fue forjado por el Señor Oscuro Sauron en los fuegos del Monte del Destino durante la Segunda Edad. Su objetivo era dominar a los pueblos de la Tierra Media ya que le permitiría controlar a quienes usaban cualquiera de los otros Anillos de Poder. Para poder sobrepasar el poder de estos tuvo que poner gran parte de su propio poder como Maia, un ser sobrenatural, en el anillo.
Cuando el hobbit Sméagol vio el anillo que su amigo Déagol había encontrado en el río Anduin, mató a Déagol y pudo utilizar al anillo para volverse invisible:

para descubrir secretos, y poner este conocimiento al servicio de usos retorcidos y maliciosos. Se volvió perspicaz y sagaz para todo lo que era doloroso. El anillo le dio poder de acuerdo con su estatus ... se volvió extremadamente impopular ... y lo llamaron Gollum.

Gandalf explica cómo Gollum fue completamente corrompido, volviéndose adicto al anillo:

"Lo odiaba y lo amaba, como se odiaba y amaba a si mismo. No se podía deshacer de él. No le quedaba voluntad en el asunto."

### Los efectos del anillo
La influencia corruptora del poder del anillo, especialmente a aquellos que ya son poderosos, es un tema central. El erudito de Tolkien Tom Shippey toma nota de las declaraciones de Gandalf sobre el poder y la influencia del Anillo Único en "La sombra del pasado" y cómo esta corrompe a sus portadores. Por este motivo, Gandalf rechaza al anillo cuando Frodo se lo ofrece; esta interpretación se ve reforzada cuando Elrond, Galadriel, Aragorn y Faramir, a su vez, también lo rechazan temiendo que los domine. A la inversa, el buen carácter y la falta de ambición de los hobbits los hace menos susceptibles a las promesas de poder del anillo. Por eso, Frodo y Sam Gamyi pueden manejar el Anillo durante largos períodos de tiempo. Sin embargo, los hobbits no son totalmente inmunes a los efectos del anillo, como lo demuestran los cambios que produce en Frodo, Bilbo y Gollum. Por otro lado, Boromir se obsesiona con él, pero nunca lo posee, mientras que Sméagol mata a su pariente Déagol, el primer portador del anillo después de Isildur, para obtenerlo.
Gollum y Saruman se diferencian de los demás personajes en su sumisión voluntaria a un poder maligno. Según la estudiosa Patricia Spacks, esto explica su destrucción gradual, incluso cuando el carácter comienza principalmente virtuoso. Saruman, en cambio, se distinguía por su "orgullo y la sed de poder". Su obsesión con el anillo y con llegar a ser tan poderoso como Sauron son suficientes para destruirlo a pesar de que nunca posee al anillo. Cuando Gandalf llega a las ruinas de Isengard para encontrarse con Saruman y le ofrece liberarlo, Saruman está tan corrompido que elige ser esclavo de su obsesión. En cuanto a Gollum, se convierte en "una criatura mucho más lamentable", ya que el anillo lo ha llevado de una posición básicamente amoral a una de maldad. Cuando Frodo sugiere que Gollum no es totalmente malvado, Faramir responde: "Quizás no del todo, pero la malicia se lo come como un chancro, y el mal está creciendo".

### Tolkien contra Platón
El anillo corruptor es un tópico que se remonta a la República de Platón, donde el Anillo de Giges otorga invisibilidad y, por lo tanto, permite a quien lo utiliza salirse con la suya. Para el filósofo Eric Katz, sin embargo, existen diferentes formas de tratar el tema ya que "Platón argumenta que tal corrupción [moral] ocurrirá, pero Tolkien nos muestra esta corrupción a través de los pensamientos y acciones de sus personajes"; Platón intenta contrarrestar la "conclusión cínica" de que a una vida moral la eligen los débiles. Glaucon piensa que las personas solo son "buenas" porque suponen que serán atrapadas si no lo son pero Platón argumenta que la vida inmoral no es buena ya que corrompe el alma. Entonces, afirma Katz, según Platón, una persona moral tiene paz y felicidad, y no necesitaría usar un anillo de poder. Katz escribe que la historia de Tolkien "muestra varias respuestas posibles a la pregunta planteada por Platón: ¿una persona justa se corrompería ante la posibilidad de un poder casi ilimitado?" La pregunta se responde de diferentes maneras: Gollum es débil, siendo corrompido y finalmente destruido. Boromir, en cambio, comienza siendo virtuoso pero, como el Giges de Platón, es corrompido "por la tentación del poder" que representa el anillo, incluso si quiere usarlo para el bien, pero se redime defendiendo a los hobbits hasta su propia muerte. La "fuerte y virtuosa" Galadriel ve en qué se convertiría si acepta el anillo con claridad y rechaza este destino. El inmortal Tom Bombadil está exento del poder corruptor del anillo y de su don de invisibilidad. Sam, que en un momento de necesidad utiliza el anillo por fidelidad a Frodo, no se deja seducir por su visión de "Samsagaz el Fuerte, Héroe de la Era". Finalmente, Frodo se corrompe gradualmente, pero se salva gracias a su misericordia hacia  Gollum y la desesperación que este tiene por el anillo. Katz concluye que la respuesta de Tolkien al "¿Por qué ser moral?" de Platón es "ser uno mismo".

## Adicción

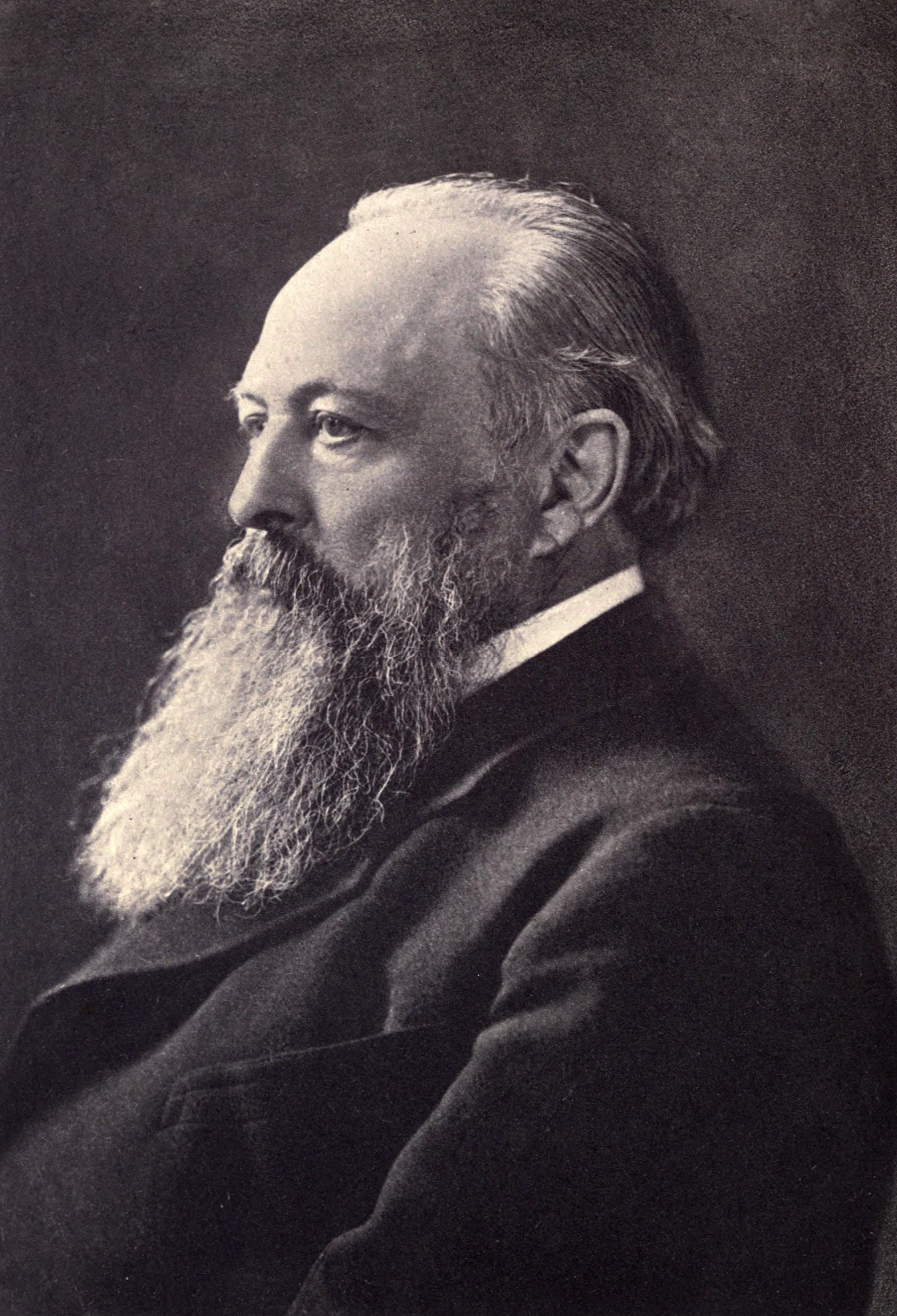
Lord Acton dijo que "todo poder corrompe, y el poder absoluto corrompe absolutamente", una idea encarnada en el poder adictivo del Anillo Único.

El efecto corruptor del poder es, según Shippey, un tema moderno. En épocas anteriores se consideraba que el poder "revelaba el carácter" pero no lo alteraba. Shippey cita la declaración de Lord Acton de 1887:

Todo poder corrompe, y el poder absoluto corrompe absolutamente. Los grandes hombres son casi siempre malos hombres.

Shippey señala autores contemporáneos de Tolkien que también trataron el tema de la influencia corruptora del poder, incluyendo a George Orwell con Rebelión en la granja (1945), William Golding con El señor de las moscas (1954) y T. H. White con El rey una vez y el futuro (1958). Consideraba que esta era en gran parte una idea moderna, escribiendo que el equivalente medieval más cercano es el antiguo proverbio inglés "man deþ swa he byþ þonne he mot swa he wile": "Un hombre hace lo que es cuando puede hacer lo que quiere", es decir, el poder revela el carácter existente, en lugar de cambiarlo para peor. El Señor de los Anillos tiene una ambientación medieval, pero su actitud hacia el efecto corruptor del poder es un anacronismo, algo totalmente moderno. También ve un eco moderno en la respuesta de Boromir al Anillo, con "todas las señales de las que el siglo XX ha aprendido a desconfiar", incluyendo la fascinación por el poder, incluso por parte de un enemigo; su discurso alabando a "los intrépidos" y luego a "los despiadados" como camino a la victoria; la representación de sí mismo como un líder con "poder de mando"; y, finalmente, "la apelación desnuda a la fuerza".
En A Tolkien Compass,  Agnes Perkins y Helen Hill  analizan el efecto corruptor del poder. Prestan especial atención al Anillo, pero señalan que el problema es más amplio que eso, ya que algunos personajes se corrompieron mucho antes de que se forjaran los anillos. En el esquema de Tolkien hay cinco grupos de tres personajes, cada uno afectado de manera diferente por el poder.
| Grupo                                                          | Personaje              | Efectos del poder (incluido el Anillo)                                                                                    |
| -------------------------------------------------------------- | ---------------------- | --- |
| Ya totalmente corrompidos                                      | Sauron                 | mal sin alivio; puso poder en el Anillo Único con la intención de obtener el control del mal                              |
| Ya totalmente corrompidos                                      | 9 espectros del Anillo | Sirvientes de Sauron, totalmente tomados por los Anillos de Poder                                                         |
| Ya totalmente corrompidos                                      | Gollum                 | Personaje dividido |
| De una época anterior, el Anillo no significa nada para ellos. | Shelob                 | Incuestionablemente malvada y glotona: solo interesada en la comida.                                                      |
| De una época anterior, el Anillo no significa nada para ellos. | Bárbol                 | Demasiado viejo para desear el poder                                                                                      |
| De una época anterior, el Anillo no significa nada para ellos. | Tom Bombadil           | Con control total en su propio territorio, "no dispuesto a salir de sus límites autoimpuestos"                            |
| "Los Grandes", que podrían llevar el Anillo                    | Saruman                | Sucumbe al deseo de poder                                                                                                 |
| "Los Grandes", que podrían llevar el Anillo                    | Gandalf                | Rechaza el Anillo cuando Frodo se lo ofrece; rechaza la propuesta de Saruman de ejercer el poder juntos                   |
| "Los Grandes", que podrían llevar el Anillo                    | Galadriel              | Es tentada a tomar o aceptar el Anillo; pasa la prueba                                                                    |
| Hombres de Gondor                                              | Boromir                | Urge el uso del Anillo para defender a Gondor contra Sauron                                                               |
| Hombres de Gondor                                              | Denethor               | Desea el Anillo pero no tiene la oportunidad de apoderarse de él; es destruido por su propio orgullo, desafiando a Sauron |
| Hombres de Gondor                                              | Faramir                | "Comprende el peligro del Anillo", y elige no tomarlo                                                                     |
| Héroes                                                         | Frodo                  | Acepta valientemente la misión de destruir el Anillo; viene a dominar su voluntad; la tentación prueba demasiado          |
| Héroes                                                         | Sam                    | Fuertemente tentado pero por poco tiempo; "él solo entrega el Anillo voluntariamente" a Frodo                             |
| Héroes                                                         | Aragorn                | Tiene derecho a gobernar como heredero al trono; lucha firmemente contra el mal; adquiere poder por derecho moral         |

### Una única explicación
Para el crítico literario Colin Manlove la actitud de Tolkien hacia el poder es inconsistente, ya que hay excepciones a la influencia supuestamente abrumadora del anillo. Puede ser entregado con relativa facilidad (Sam y Bilbo), y que Gollum se lo quite por la fuerza no impacta en la mente de Frodo. El anillo también parece tener poco efecto en personajes como Aragorn, Legolas y Gimli. Shippey señala que Tolkien está en lo correcto al mostrar un patrón regular de "corrupción progresiva": Bilbo se enfada cuando Gandalf trata de persuadirlo para que entregue el anillo, siendo descripto como "una pequeña criatura arrugada con una cara hambrienta y manos huesudas que palpan a tientas" cuando le pide a Frodo que le deje mirar al anillo solo una vez más. Isildur usa palabras parecidas a Gollum con "es precioso para mí, aunque lo compré con gran dolor" y también se puede ver el estado corrupto de Gollum a lo largo de la historia y las señales ominosas de Boromir. Shippey responde a la duda de Manlove con "una palabra": 'adicción'. Esto resume todo el argumento de Gandalf, ya que en las primeras etapas, como con Bilbo y Sam, nos podemos librar de la adicción con bastante facilidad, mientras que para aquellos que aún no son adictos, como Aragorn y otros como Galadriel y Faramir, la sufren como cualquier otra tentación. Lo que Gandalf no pudo hacer, escribe Shippey, es que Frodo quiera entregarle el anillo. Para el propietario del anillo, el aspecto destructivo es la necesidad de usarlo, sin importar cuán buenas puedan ser las intenciones del propietario al principio. Katz escribe que "está claro que Tolkien nos está demostrando las fuerzas progresivas de corrupción de la posesión y uso del Anillo Único". Su uso puede comenzar inocente o accidentalmente, pero "su poder de seducción" termina desgastando cualquier resistencia.
También para otros críticos el anillo resulta adictivo, con cada uso aumentando progresivamente el dominio del anillo sobre su portador. Bilbo, aunque posee el anillo durante algún tiempo, puede regalarlo voluntariamente, aunque con una dificultad considerable, porque no acostumbra a usarlo. Más tarde, cuando lo vuelve a encontrar en Rivendel, experimenta un poderoso anhelo de volver a sostenerlo. Frodo también muestra rasgos de adicción, y finalmente se vuelve incapaz de renunciar al anillo por su propia voluntad.
En la trilogía cinematográfica de Peter Jackson, los efectos del anillo en Bilbo y Frodo están representados como obsesiones que han sido comparadas con la adicción a las drogas. El actor Andy Serkis, quien interpretó a Gollum, citó la adicción a las drogas como inspiración para su actuación. El erudito en teoría crítica Douglas Kellner, al examinar la cuestión de si la obra es una alegoría a pesar de la afirmación de Tolkien de lo contrario, escribe que Gollum sirve como "una advertencia sobre lo que la obsesión por el Anillo y la adicción al poder pueden hacerle a alguien. En la privación, anhela su 'precioso' talismán de poder, aunque conoce su fuerza destructiva. La película presenta una parábola de adicción, ya que Gollum se ve destrozado por su necesidad de la sustancia destructiva".

### Revelando la moralidad de cada personaje.
Katz argumenta que Tolkien usa la metáfora del anillo y su poder adictivo para revelar la moralidad de cada personaje. El caso extremo es Sméagol, cuya adicción al anillo se vuelve más pronunciada a medida que, a lo largo de 500 años, es corroído por completo por su poder, transformándose en Gollum. Gollum es una criatura monstruosa que muestra rasgos que van desde el retraimiento y el aislamiento hasta la sospecha y la ira hacia los demás. Su obsesión por el anillo lo lleva a su desaparición. Eventualmente es "totalmente destruido" por la atracción que el anillo ejerce sobre él.
| Personaje        | Efecto del Anillo en el personaje | Moralidad del personaje                                                                                   |
| ---------------- | --- | --- |
| Sméagol / Gollum | Sméagol mata a su amigo Déagol para ganar el Anillo; a lo largo de los siglos está "casi completamente corrompido" por el deseo del Anillo; se convierte en "una criatura miserable, temerosa de todo, sin amigos, sin hogar, en busca constante de su 'precioso' Anillo"; su personalidad se desintegra, hablándose a sí mismo como dos mitades, Sméagol y Gollum; eventualmente gana el Anillo y muere, destruyéndolo y a sí mismo | Deseo, codicia; pierde su alma                                                                            |
| Boromir          | Seducido por el poder del Anillo y la idea de usarlo para el bien; se ve a sí mismo como un gran guerrero empuñando el Anillo contra Mordor; se separa de la Comunidad; se arrepiente, intenta salvar a Merry y Pippin, pero los orcos lo matan | Virtuoso: "noble, de buen corazón y valiente", corrompido por el poder, por el bien de su país, Gondor.   |
| Galadriel        | Frodo le ofrece el Anillo; admite: "Mi corazón ha deseado mucho pedir lo que ofreces"; muestra cuán poderosa podría ser si lo usara; rechaza todo uso del Anillo, y asegura: "Pasé la prueba...Disminuiré, e iré al Oeste, y seguiré siendo Galadriel". | Sigue siendo ella misma, una Elfa inmortal.                                                               |
| Frodo            | Hace un uso limitado del Anillo al principio (comprobando que Tom Bombadil haya devuelto el Anillo real), luego "por accidente" en la posada de Bree, luego cuando lo obligan los Nazgûl en la Cima de los Vientos; más tarde, para escapar libremente de Boromir en Amon Hen. Está progresivamente tomado, agobiado física y psicológicamente; eventualmente sucumbe                                                                | Resistente, pero incapaz de vencer su poder; finalmente incapaz de destruir el Anillo                     |
| Sam              | Hace un uso limitado del Anillo; finalmente ve adónde lo conduciría, imaginándose a sí mismo como "Samwise el Fuerte, Héroe de su Era, caminando con una espada llameante a través de la tierra oscura... y... el valle de Gorgoroth se convirtió en un jardín de flores y árboles y produjo fruta", pero al ver que sería derrotado rápidamente, rechaza su uso                                                                     | Salvado por su amor por Frodo, y su "todavía invicto ... simple sentido de hobbit"; sigue siendo él mismo |
| Tom Bombadil     | Ninguno, no tiene poder sobre él. | Sigue siendo él mismo, un ser inmortal.                                                                   |

### Superando la adicción
El erudito de Tolkien Patrick Curry escribe que la narrativa de Tolkien no se limita a "una sola crisis que lo consume todo: la Guerra del Anillo domina, pero no lo es absolutamente todo". Además, "tampoco el final del anillo es una renuncia puramente voluntaria, querida e idealista. La adicción no se rompe con una sola elección". En cambio, argumenta, eso se debe a "innumerables actos de coraje, amabilidad y ayuda, tanto pequeños como grandes, de personas y fuerzas desconocidas, en circunstancias imprevistas, que en conjunto brindan la oportunidad de hacer lo correcto". Eso, a su vez, va acompañado de "un compromiso con las cosas simples y buenas de la vida: comida, agua, cosas verdes y en crecimiento", haciendo de "una apreciación de la vida misma, a la vez natural y espiritual" el valor que triunfa. Curry ve esto como una oferta de esperanza en el mundo real y el mensaje principal de los escritos de Tolkien. Curry cita el momento en que Sam se salva de la tentación del Anillo:

El pequeño jardín de un jardinero libre era lo único que respondía a los gustos y a las necesidades de Sam; no un jardín agigantado hasta las dimensiones de un reino; el trabajo de sus propias manos, no las manos de otros bajo sus órdenes.

Saruman, un mago, no un guerrero, expresa la tentación a Gandalf, con la esperanza de persuadirlo, como: "Conocimiento, Regla, Orden". El sacerdote episcopal y estudioso de Tolkien Fleming Rutledge escribe que la tríada de Saruman está en mayúsculas "como si fueran poderes". Suenan opresivos, como consignas nazis ... al estilo alemán". Éste nota la descripción del semielfo Elrond del ansia de poder: "Fuerza, dominación y riqueza atesorada", que Elrond contrasta con otra tríada, "comprensión, creación y curación". El autor explica además que estas cosas "más suaves y gentiles" son "más poderosas que cualquier arma convencional".

### Primarias
Esta lista identifica la ubicación de cada elemento en los escritos de Tolkien.
1. 1 2 3 4 5  Tolkien, 1954, The Fellowship of the Ring, book 1, ch. 2 "The Shadow of the Past"
2. ↑  Tolkien, 1977, The Silmarillion, "Of the Rings of Power and the Third Age"
3. ↑  Tolkien, 1955, The Return of the King, book 6, ch. 1 "The Tower of Cirith Ungol"
4. 1 2  Tolkien, 1954, The Fellowship of the Ring, book 2, ch. 2 "The Council of Elrond"

### Secundarias
1. 1 2 3  Shippey, 2002, pp. 115-119.
2. 1 2 3  Perkins y Hill, 1975, pp. 57–68
3. ↑  Shippey, 2002, pp. 112-119.
4. ↑  Roberts, 2006, p. 63.
5. 1 2 3  Spacks, 2004, pp. 52–67
6. ↑  Plato y Jowett, 2009.
7. 1 2 3 4 5 6  Katz, 2003, pp. 5–20
8. ↑  Shippey, 2002, pp. 115-116.
9. ↑  Shippey, 2002, pp. 115-117.
10. 1 2  Shippey, 2002, p. 117.
11. ↑  Manlove, 1978, pp. 152–206.
12. ↑  Yell, 2007, p. 108.
13. ↑  Sommer, Mark (7 de julio de 2004). «Addicted to the Ring». Hollywoodjesus.com – Pop Culture From A Spiritual Point of View. Consultado el 16 de octubre de 2011.
14. ↑  «Andy Serkis BBC interview». BBC News. 21 de marzo de 2003.
15. ↑  Kellner, 2006, p. 28.
16. ↑  Bell, 2009, p. 56.
17. 1 2 3  Curry, 1998, p. 164.
18. ↑  Curry, 1998, pp. 164–165.
19. 1 2  Curry, 1998, p. 53.
20. ↑  Curry, 1998, p. 74.
21. 1 2 3  Rutledge, 2003, p. 109